# Sueus

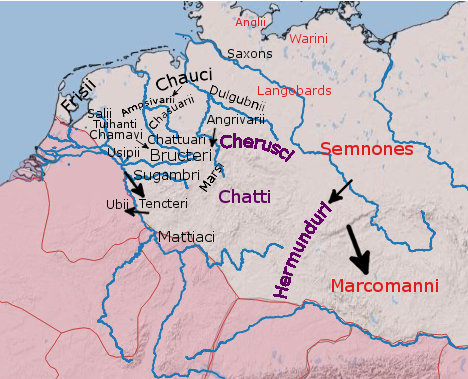
Posicions approximades de les tribus germàniques del segle I AD segons els autors grecoromans. Els sueus són marcats en vermell, mentre que d'altres tribus irmiones són marcades en lila.

Els sueus (suevi, Σοῆβοι o Σουῆβοι) van ser grup de tribus germàniques originari de la ribera del riu Elba, a l'actual Alemanya i República Txeca, que durant l'antiguitat comprenia les tribus dels marcomanni, quadi, hermunduri, semnones, i llombards. Altres tribus més tardanes, com ara els alamans i bavaresos, i dos regnes del període de migracions rebien conjuntament el nom de "sueus".

## Etimologia
Els lingüistes històrics deriven el nom de la tribu de la paraula protogermànica *swēbaz, basada en l'arrel també protogermànica *swē-, trobada en la tercera persona del pronom reflexiu i que per tant significaria "d'un mateix". Aquesta arrel deriva a la vegada de l'arrel protoindoeuropea *swe-, la qual dona els equivalents en llatí suo i en sànskrit swa, entre d'altres, amb el mateix significat.
Les fonts etimològiques també deriven d'aquesta arrel els etimons següents: suions (i d'aquí els suecs), samnites, sabel·lis, sabins i, segons algunes hipòtesis, eslaus, cosa que indicaria un sentit més ampli de l'arrel indoeuropea que tindria un significat equivalent a "la nostra gent".
Hi ha una teoria alternativa a l'etimologia del nom, que és que derivaria d'una paraula celta amb el significat de "rodamon".

## Història

Migracions dels bàrbars en 406

Regne dels sueus (s. V-VI)
Límits del Regne dels sueus
Àrea amb canvi de domini
Límits de les províncies romanes

Distribució dels diversos pobles a la península Ibèrica cap al 560

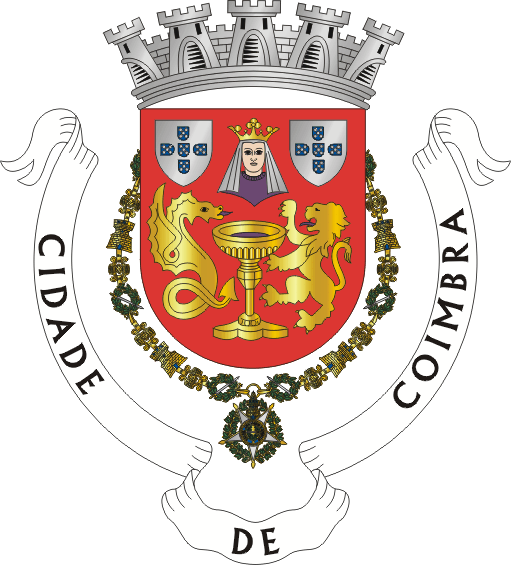
Escut d'armes de la ciutat de Coïmbra del. Segons una llegenda atribuïda a Bernardo de Brito, el drac heràldic representaría l'emblema del rei sueu Hermeric, mentre que el lleó seria el del rei Ataces dels alans. Aquests símbols foren considerats per la comissió de la catedral de Lugo, segons testimonia un document presentat el 15 de febrer de 1669 a la Junta del regne i recopilada el 1927 per l'historiador Pablo Pérez Costantí, en l'obra Notas viejas galicianas, editada per la Xunta de Galícia, durant el debat sobre els símbols del Regne de Galícia: (...) de aquí tuvo principio y se originó borrar el Dragón verde y León rojo (armas de los Reyes suevos que al tiempo tenían en este Reyno su corte), y trasladar al dorado campo del escudo de sus armas, la Hostia, no dentro de vaso Sacramental oculta (...)

| « | (...) de aquí tuvo principio y se originó borrar el Dragón verde y León rojo (armas de los Reyes suevos que al tiempo tenían en este Reyno su corte), y trasladar al dorado campo del escudo de sus armas, la Hostia, no dentro de vaso Sacramental oculta (...) | » |

### Primeres notícies
Les notícies primitives d'aquest poble són confuses. Sembla que era el nom d'un conjunt de pobles germànics format per diferents tribus, entre les quals hi havia els sèmnons, longobards i angles. Cèsar (finals del segle I aC) els situava a la dreta del Rin, al país de Baden, quan el seu rei era Ariovist, assignant-los dos-cents mil combatents, xifra probablement exagerada (200.000 persones seria el nombre total d'integrants de la nació sueva), ja que Cèsar segurament pretenia augmentar la seva glòria per haver-los derrotats. Ariovist havia marxat a la Gàl·lia cap al 71 aC en ajut de la tribu gal·la dels sèquans (establerta al costat del Sena), en la seva guerra contra els hedus, i després es va establir al país, percebent tribut dels eduans, però exigint la cessió de terres als seus aliats sèquans; els dos pobles gals es van reconciliar, però van ser derrotats en la batalla de Magetobriga pels sueus, per la qual cosa els gals van demanar ajuda a Roma, que va concedir la seva protecció als edus i a altres tribus, però es va abstenir d'intervenir militarment contra Ariovist per poder destinar les tropes a combatre contra els helvecis. Cèsar va derrotar aquests darrers, i va acudir per combatre contra Ariovist, al qual va derrotar, i va expulsar els sueus més enllà del Rin. Una part dels sueus, que van formar les tribus dels vangíons ('els falsos'), els nèmetes, i els tribocs (o tribocis o triboques), van quedar a l'esquerra del Rin (ocupant les terres de Worms, Spira i Estrasburg, respectivament) i es van sotmetre a Roma, i perderen al cap de dos segles el seu caràcter germànic en celtitzar-se i romanitzar-se.
Tàcit dona noves notícies sobre els sueus, com un dels pobles germànics que van lluitar contra l'imperi (segle i) i indica que van emigrar en dos grups: l'un que es va traslladar a Bohèmia i un altre a la regió de l'Elba (de fet, entre l'Elba i l'Oder). Tàcit dona a la mar Bàltica el nom de Suebicum Mare (encara que també l'anomena com Oceanus Germanicus), la qual cosa fa pensar que ocupaven la costa bàltica des de l'Elba. Als pobles sueus en conjunt, se'ls dona la denominació d’herminions o hermions (pel seu ancestre mitològic Irmí o Irminus). El seu país, l'esmenta com a Suèvia (derivat després a Suàbia), i vivien en territoris situats al nord i est dels que ocupaven sota Cèsar.
Estrabó els situa entre el Rin i l'Elba, amb alguns grups que havien arribat al nord de l'Elba (com els hermandurs i els longobards), i els qualifica com el poble germànic més important, indicant que els ubis van ser expulsats per ells (probablement, per la tribu dels longobards sorgida dels sueus) de les seves terres entre el Rin i l'Elba, i van haver d'assentar-se en territori romà. Es creu que els longobards, quades, hermundurs, semnons, cats i d'altres incloent-hi els marcomans i els nertereans podien ser tribus esqueixades del tronc dels sueus. La capital dels sueus és fixada a la fortalesa de Buiaenum, a la selva herciniana.
Mentre que els sueus de Cèsar eren un grup relativament petit, els de Tàcit i Estrabó eren grups molt grans i segurament abraçaven més pobles dins el grup. Segurament el rei marcomà Marobod o Marbod (Marobodus) va comptar amb l'aliança de diversos grups sueus en la seva lluita contra Roma. Cap a mitjans del segle primer dC, el rei sueu Bannuis, hostil a Roma, va ser enderrocat per les tribus orientals dels lugis (del grup que després va ser anomenat vàndal), aliades als hermundurs, que estaven en bones relacions amb Roma. Probablement, durant algun temps, els sueus van quedar sota influència de Roma, però més tard van tornar a desenvolupar-hi una política hostil. Claudi Ptolemeu considerava inclosos en els sueus els longobards, semnons i els angles de la regió de Magdeburg, esqueixats dels angles de l'antic Ducat de Schleswig. Quan els romans van conèixer millor Germània, el nom de sueus es va deixar d'usar per assignar a cada poble o tribu el seu propi nom.
En temps de Domicià, s'esmenta ja els sueus a la regió del Danubi, i Trajà va lluitar contra ells en la campanya de Dàcia, sense arribar a sotmetre'ls. Amb Marc Aureli, els sueus tornen a ser citats, en ocasió de les lluites contra els marcomans. Aquestos sueus més moderns vivien a Suàbia i eren un conjunt de pobles germànics que van agafar l'antic nom. Van ser aliats generalment dels alamans i dels burgundis. Un dels personatges més destacats en fou Ricimer, que va tenir en les seves mans l'Imperi romà occidental.

### El pas del Rin
Durant el segle iii, el seu nom gairebé no és esmentat, i avançat el segle IV se'ls van unir una part dels quades, pertanyents a uns dels grups afins, que van reforçar el poble. A partir del 376 la pressió dels huns impulsats pel canvi climàtic a l'estepa eurasiàtica en direcció a Europa occidental provocà una desestabilització dels pobles bàrbars ocasionant un efecte dòmino que va fer que burgundis, francs, saxons, angles i juts envaïssin l'Imperi Romà d'Occident. En l'any 406, els sueus es van unir als vàndals i alans i van penetrar en l'imperi. Els sueus van donar el seu nom a la regió alemanya de Suàbia. El 31 de desembre de 406 es van aprofitar de la congelació del Rin i la retirada de les tropes romanes per lluitar a Itàlia per travessar el riu en massa: vàndals, sueus, alans i burgundis es van estendre creuant el riu i van trobar poca resistència en el saqueig de Moguntiacum i el saqueig de Treviris, envaint completament la Gàl·lia i en 409 van passar a Hispània i es van assentar en un territori que comprèn les actuals Galícia, nord de Portugal, província de Lleó i Astúries. L'Imperi Romà va tolerar aquesta invasió a canvi de tributs i aviat els sueus van formar un regne independent, amb les seves lleis i fins i tot la seva moneda.

### El regne dels Sueus
El 449, els bagaudes vascons liderats per Basili s'havien aliat amb el rei sueu Requiari i van atacar Turiaso (Tarassona), on es trobaven els federats amb el bisbe Lleó, que moriren en l'atac, i amb Requiari s'encaminaren contra Ilerda i Caesaraugusta.
Després del saqueig de Roma que els vàndals van dur a terme el 455, Avit es va declarar emperador a la cort de Teodoric II a Burdígala i es va traslladar a Roma amb el suport dels visigots, on va obtenir l'acceptació de Majorià i Ricimer, comandants del que quedava de l'exèrcit d'Itàlia. Aquesta va ser la primera vegada que un regne bàrbar havia jugat un paper clau en la successió imperial, i el preu de Teodoric incloïa els metalls preciosos dels ornaments públics d'Itàlia i una campanya no supervisada a Hispània en la que va derrotar els sueus a la batalla del riu Órbigo el 5 d'octubre de 456, de la que Requiari, malferit es refugia a la Gal·lècia mentre Teodoric saquejava la seva capital Bracara Augusta, i finalment executa Requiari i els sueus van perdre el control de la Bètica, Lusitània i Cartaginense (i fins i tot de part de Gal·lècia), que va passar de nou a Roma. Mentre l'exèrcit visigòtic estava ocupat a Hispània Majorià i Ricimer van marxar contra Avit i el van obligar a convertir-se en bisbe de Placentia, i va morir (possiblement assassinat) unes setmanes més tard. El 458 Teodoric va enviar un nou exèrcit a Hispània dirigit pel got Ciril·la i el 459 un altre comandat per Sunieric, però Majorià, després de sotmetre als burgundis i els gal·loromans va derrotar els visigots comandats per Teodoric a la batalla d'Arelate i els va forçar a abandonar la Septimània i retirar-se cap a l'oest d'Aquitània mentre ell va romandre a Arle tot el 459 per reunir l'exèrcit amb el qual pensava anar a Àfrica. Amb el nou tractat de pau, els visigots havien de renunciar a les seves conquestes a Hispània i tornar a la situació de federat. El 460 va sotmetre els sueus i bagaudes a Hispània.
Va haver-hi diversos enfrontaments amb els visigots fins que, finalment, van ser derrotats el 584 i el regne fou eliminat i incorporat al Regne de Toledo.